# Kenny Souza
Kenny Souza né à Hacienda Heights en Californie est un duathlète américain, premier champion du monde de duathlon en 1990.

## Biographie

### Jeunesse
Kenny Souza né dans les années 1960 (1964 ou 1965) et grandit en Californie à Hacienda Heights. A dix-huit mois, il est hospitalisé pour une maladie du sang rare, il est passionné de vélo dans son enfance.

### Carrière en duathlon
Kenny Souza  commence sa carrière sportive par le triathlon avant de participer aux premières épreuves de duathlon. Entre les années 1980 et 1990, il est huit fois champion des États-Unis de duathlon et remporte les premiers championnats du monde de duathlon en 1990. Il remporte cette même année en Europe où le duathlon fait son apparition, la course de Zofingue en Suisse en 1990 le Powerman Duathlon. Ses résultats sportifs et son apparence physique photogénique qui fait la une de nombreux magazines de sport dans les années 1990, lui valent les surnoms de « Rock Star » du duathlon.

### Reconversion
Kenny Souza  participe à sa dernière compétition internationale en 1999 et se reconvertit dans la représentation de produit alimentaire pour sportif de la marque « Clif Bar ». Ce changement de vie s'accompagne d'un divorce, de l’abandon des pratiques sportives et d'une prise de poids importante qui dégradent son apparence physique.

## Palmarès
Le tableau présente les résultats les plus significatifs (podium) obtenus sur le circuit international de duathlon et de triathlon depuis 1990.
| Année | Compétition                       | Pays       | Position          | Temps           |
| ----- | --------------------------------- | ---------- | ----------------- | --------------- |
| 1992  | Powerman Duathlon                 | Suisse     | Médaille d'argent | 6 h 26 min 25 s |
| 1990  | Powerman Duathlon                 | Suisse     | Médaille d'or     | 5 h 58 min 44 s |
| 1990  | Championnats du monde de duathlon | États-Unis | Médaille d'or     | 2 h 35 min 43 s |